# Sphecodes barbatus
Sphecodes barbatus är en biart som beskrevs av Blüthgen 1923. Sphecodes barbatus ingår i släktet blodbin, och familjen vägbin. Inga underarter finns listade i Catalogue of Life.